# 李平 (南唐)
李平（?—?），南唐政治人物。

## 生平
原名杨讷，少為嵩山道士，常講方術符籙、仙人神鬼等妄誕之說。乾祐元年（948年）李守贞反后汉，他奉表至南唐乞援，遂留事元宗李璟，始改姓名为李平。历蕲州刺史、永安军节度使。后主李煜时上书，请按《周礼》复井田之制，抑止豪民兼并。有买贫户田者，勒令还之。又依周礼，造民籍，复造牛籍。官至衛尉卿、戶部侍郎。內史舍人潘佑感於國運衰弱，連上八疏，希望讓李平當尚書令。徐鉉、張洎排斥李平，說李平妖言惑眾，煽動潘佑犯上，李煜將二人打入牢獄，潘佑自殺於家中，李平自縊於獄中。後來南唐被宋所滅，李煜長歎說道：“悔不該殺了李平、潘佑。”